# Takeda Genyo
Takeda Genyo  (竹田 玄洋 Gen'yō Takeda, sinh ngày 7 tháng 3 năm 1949, tại Ōsaka, Nhật Bản) là một nhà thiết kế và điều hành trò chơi người Nhật đã nghỉ hưu, ông từng làm việc cho công ty trò chơi điện tử Nintendo. Takeda trước đây là tổng giám đốc của bộ phận Integrated Research & Development (IRD) của Nintendo, đồng thời là đồng giám đốc đại diện và "Thành viên Công nghệ" của công ty cho đến khi nghỉ hưu vào năm 2017.
Ông gia nhập Nintendo vào năm 1972, và thăng chức vị trí điều hành khi bộ phận Nintendo Integrated Research & Development thành lập vào năm 1981. Tại IRD, ông chủ yếu cải thiện phần cứng cho máy chơi trò chơi điện tử tại gia và thiết bị cầm tay, nhưng đôi khi cũng phát triển trò chơi điện tử. Trong phát triển phần mềm, ông nổi tiếng với việc tạo ra Punch-Out !! và nhượng quyền thương mại StarTropics. Ông cũng thiết kế trò chơi arcade đầu tiên của Nintendo, EVR Race, vào năm 1975. Vào tháng 9 năm 2015, Takeda thăng chức thành đồng giám đốc đại diện và được trao danh hiệu "Thành viên Công nghệ" trong một cuộc xáo trộn các vị trí điều hành toàn công ty sau khi cựu chủ tịch Iwata Satoru qua đời.

## Tiểu sử và lịch sử nghề nghiệp
Genyo Takeda sinh ra ở Osaka, Nhật Bản. Khi còn nhỏ, Takeda rất thích làm đồ thủ công bằng tay, chế tạo các vật dụng nhỏ như tàu hỏa và máy bay thu nhỏ. Ông theo học Shizuoka Government University ở Honshū, nơi ông nghiên cứu về chất bán dẫn. Sau khi tốt nghiệp năm 1971, Nintendo tuyển dụng ông sau khi Takeda trả lời một quảng cáo trên báo. Yokoi Gunpei là người phỏng vấn và tuyển dụng ông. Takeda làm việc cùng với Uemura Masayuki trong nhóm R&D2 của Nintendo để phát triển thứ mà họ gọi là 'trường bắn điện tử.' Sau một năm làm việc tại R&D2, Takeda được giao quyền kiểm soát, với tư cách là tổng giám đốc bộ phận R&D3 non trẻ của Nintendo. Cho đến thời điểm đó thì đây là bộ phận R&D nhỏ nhất tại Nintendo, chỉ có khoảng 20 nhân viên, trách nhiệm chính của R&D3 là thiết kế phần mềm và phát triển phần cứng kỹ thuật cho cả máy arcade và máy chơi trò chơi điện tử tại gia sau này, Famicom và NES. Nhóm cũng đã giúp tạo chuyển mạch và chip MMC trong hộp băng NES. R&D3 cũng có những bước đột phá trong lĩnh vực phát triển trò chơi điện tử, tạo ra một vài tựa trò chơi nổi tiếng như Punch-Out !! và loạt StarTropics. R&D3 cũng chịu trách nhiệm phát hành những loạt trò chơi thể thao cho Nintendo, bao gồm Pro Wrestling, NES Play Action Football và Ice Hockey. Những tựa trò chơi này chủ yếu nhắm vào thị trường Mỹ, nơi chúng bán rất chạy.
Một hạn chế lớn với hộp băng NES là không thể lưu trực tiếp trên băng. Băng chứa RAM, có thể ghi dễ dàng nhưng sẽ mất tất cả bộ nhớ lưu trữ ngay sau khi tắt nguồn. Takeda và nhóm của ông đã phát triển bộ nhớ dự phòng cho pin, bộ nhớ này lần đầu tiên sử dụng trong phiên bản Bắc Mỹ và châu Âu của The Legend of Zelda của Miyamoto Shigeru. Nó cung cấp nguồn điện tuổi thọ cao cho chip RAM, duy trì dữ liệu đã lưu ngay cả khi nguồn điện chính bị cắt hoặc tháo băng. Takeda cũng được ghi nhận là người đã phát minh ra bộ điều khiển Analog cho Nintendo 64, một kiểu dáng đã được Microsoft và Sony sao chép cho các hệ máy tương ứng của họ. Nhóm R&D3 của Takeda đổi tên thành Integrated Research and Development vào năm 2000. Cùng năm đó, họ hợp tác với Conexant để tạo ra các thiết bị ngoại vi băng thông rộng và modem cho Nintendo GameCube. Takeda thăng chức lên vị trí giám đốc quản lý cấp cao vào năm 2002, trong khi vẫn giữ chức vụ tổng giám đốc.
Sau cái chết của chủ tịch Nintendo Iwata Satoru vào 11 tháng 7 năm 2015, Takeda được bổ nhiệm làm quyền Giám đốc đại diện của Nintendo cùng với Miyamoto Shigeru, có hiệu lực vào 13 tháng 7. Ông thôi giữ chức vụ này vào 16 tháng 9, và Kimishima Tatsumi đảm nhận vai trò chủ tịch công ty. Ông cũng được bổ nhiệm vào vị trí "Thành viên Công nghệ" vào thời điểm đó, tư vấn lời khuyên chuyên môn cho Kimishima như một "mạng lưới hỗ trợ", cùng với Miyamoto.
Takeda được trao Giải thưởng Thành tựu trọn đời tại Lễ trao giải DICE lần thứ 21 vào tháng 2 năm 2018 vì những đóng góp và sự lãnh đạo của ông ấy trong việc phát triển phần cứng của Nintendo.

## Quá trình phát triển Wii
Takeda là một trong những nhà phát triển dẫn đầu trên Wii. Ông được biết đến là người không đồng tình với mô hình đương đại là bổ sung mọi cải tiến kỹ thuật và đồ họa để tạo ra các hệ máy mới. Ông tuyên bố một mô hình như vậy sẽ khiến lợi nhuận giảm dần. “Nếu [Nintendo] tuân theo những lộ trình hiện có, chúng tôi sẽ nhắm đến việc làm cho [Wii] nhanh hơn và hào nhoáng hơn. Chúng tôi đã cố gắng cải thiện tốc độ để nó có thể hiển thị đồ họa tuyệt đẹp. Nhưng chúng tôi không thể không tự hỏi, 'Điều đó thực sự có tác động lớn như thế nào đến khách hàng của chúng tôi?' Trong quá trình phát triển, chúng tôi nhận ra sự kém hiệu quả của con đường này khi chúng tôi so sánh với những khó khăn và chi phí phát triển cũng như những trải nghiệm mới mà khách hàng có thể có ”. Takeda bắt đầu nghi ngờ về việc đi theo mô hình này ngay từ năm 2002. Ông tuyên bố đã nhận ra người dùng sẽ luôn không hài lòng với mảng đồ họa ở bất kỳ thời điểm nào, rằng các hiệu ứng cải tiến mới cuối cùng sẽ mất đi, và “không có điểm dừng đối với mong muốn của những người chỉ muốn nhiều hơn nữa. Cho họ một cái, họ yêu cầu hai cái. Hãy cho họ hai cái và lần sau họ sẽ yêu cầu năm cái thay vì ba cái, mong muốn của họ tăng lên theo cấp số nhân ”.
Ông nổi tiếng vì đã so sánh ngành công nghiệp máy chơi trò chơi điện tử với ngành công nghiệp ô tô. Để ý rằng không phải tất cả các loại xe đều được chế tạo để cạnh tranh ở tốc độ, ông chỉ ra việc ngoài điều đó ra còn có những thị trường béo bở với các loại xe tiết kiệm nhiên liệu nhất, thân thiện với gia đình. Takeda có ý muốn Wii sử dụng song song mô hình này, và đề cập trong một cuộc phỏng vấn  một trong những mục tiêu kỹ thuật chính của ông trên Wii là giảm quy mô công suất cần thiết để vận hành máy trong khi vẫn duy trì cùng hiệu suất cao. Ông so sánh Wii với một chiếc xe hybrid vì tính hấp dẫn và bảo tồn khối lượng của nó.

## Tác phẩm
Nhà sản xuất
- EVR Race
- Sheriff (trò chơi arcade)
- Space Firebird
- Popeye (trò chơi arcade)
- Punch-Out!! (trò chơi arcade)

Super Punch-Out!! (trò chơi arcade)
Arm Wrestling (trò chơi)
- StarTropics

Zoda's Revenge: StarTropics II
- Super Punch-Out!! (SNES)
- Pilotwings 64
- Pokémon Puzzle League
- Dr. Mario 64

Đạo diễn
- Punch-Out!! (NES)
- StarTropics
  - Zoda's Revenge: StarTropics II

Biên kịch
- StarTropics
  - Zoda's Revenge: StarTropics II

Tri ân
- Donkey Kong Country
- Killer Instinct Gold

Giám sát
- "Punch-Out!! (Wii)"